# Advocación mariana

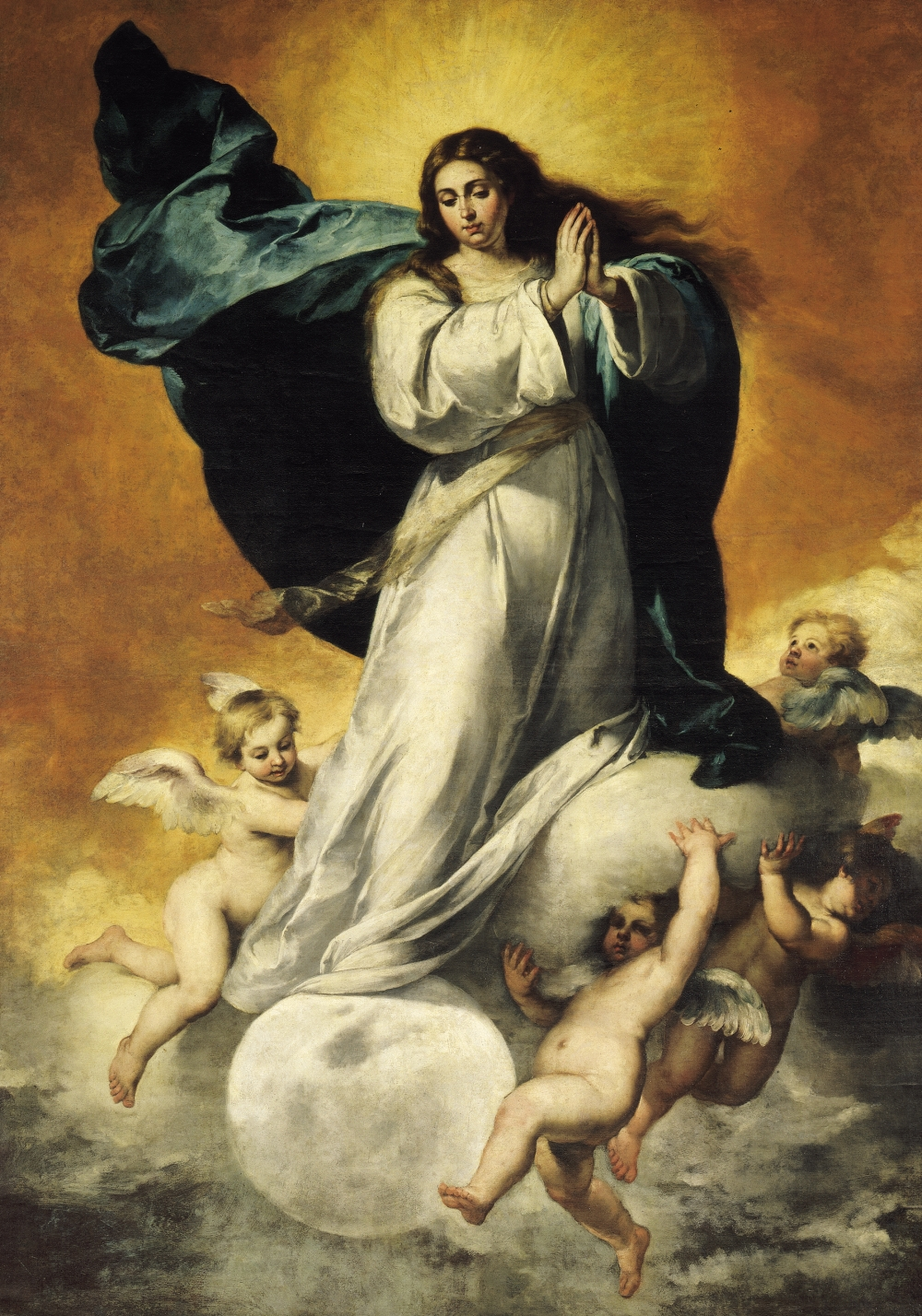
Inmaculada Concepción, de Murillo.

En el catolicismo, una advocación mariana es un modo de referirse a misterios, apariciones,  presencias, dones o atributos de la Virgen María o a circunstancias históricas o geográficas que rodean a la devoción de una imagen determinada. La Iglesia católica admite numerosas advocaciones que significan la figura de la madre de Jesús o alguna de sus cualidades, a las que se rinde culto de diversas maneras.

## Tipos de advocaciones
Las advocaciones pueden clasificarse de diferentes maneras. Una de ellas es por distribución geográfica y de otras formas. Por países podemos verlas en el Anexo de Advocaciones marianas.
Otra forma de agrupar la mayoría de las advocaciones marianas en diversas categorías son:
1. Relativas a los misterios o pasajes de la vida de la Virgen, como la Inmaculada Concepción, la Anunciación, la Asunción, la Presentación, etc.
2. Relativas a verdades teológicas abstractas, como la Esperanza, la Caridad, la Consolación, etc.
3. Relativas a los estados físicos o psicológicos de la Virgen, como los Dolores, la Soledad, etc.
4. Relativas a su condición de mediadora[3] y protectora de la humanidad, como Auxiliadora, las Mercedes, los Remedios, etc.
5. Relativas a frutos, flores, aves... utilizados como símbolos de sus cualidades, como el Pino, la Granada, la Paloma, etc.
6. Relativas a accidentes geográficos, generalmente coincidentes con los parajes donde se encuentran sus santuarios, como el Carmen, el Mar, Fátima, Lourdes, etc.

Las advocaciones marianas se suelen nombrar con las fórmulas “Santa María de”, “Virgen de” o “Nuestra Señora de”. Pero también, las advocaciones suelen dar lugar en muchos casos a nombres propios femeninos, compuestos del nombre María y su advocación: María del Carmen, María de los Dolores, María de Lourdes, etc.
Aunque el nombre sea diferente en cuanto al atributo relativo a la Virgen María siempre se refiere únicamente a ella, así se haga mención de varios nombres en un mismo momento, la instancia es la misma, la Virgen María.

## Controversias
Desde los primeros siglos del Cristianismo primitivo existen registros que hablan de María como "Madre de Dios" (Theotokos) y este título fue declarado “dogma de fe” en el Concilio de Éfeso, hacia el año 431, rechazando así las ideas promulgadas por Nestorio quien afirmaba que María era únicamente Madre de " Jesús-Hombre" únicamente, y no Madre de "Jesús-Dios". Hasta entonces en la doctrina cristiana no había surgido una negativa acerca de esta verdad que es considerada por la Iglesia como fundamento de las demás atribuciones marianas, y por tanto de las distintas advocaciones hacia su persona. Esta consideración de María como Madre de Dios es defendida tanto por la Iglesia católica como por la Iglesia ortodoxa, y reafirmada inclusive por los iniciadores del Movimiento Protestante en el siglo XVI, propiciado por el exsacerdote alemán Martín Lutero, y mantenida posteriormente por Juan Calvino y Ulrico Zuinglio. Esta afirmación se basa en la palabra de Dios, o sea cita bíblica como Lucas 1,35 que dice: "El Espíritu Santo descenderá sobre ti y el poder del Altísimo te cubrirá con su sombra. Por eso el niño será Santo y será llamado Hijo de Dios", por lo tanto, su madre es Madre de Dios.
Sin embargo, a medida que el proceso reformador avanzó a lo largo de los siglos, dentro de algunos movimientos post-reformantes que mantuvieron el cisma de Roma se originó un giro en su postura teológica sobre el papel de María. Desde entonces, por parte de las diversas manifestaciones del protestantismo, se ha producido una forma de "desacreditación histórica" de la Tradición de la Iglesia en la que influyó la postura hacia la religión de varios eruditos e investigadores europeos del iluminismo racionalista del siglo XVIII y en el liberalismo teológico del siglo XIX, incluyéndose en el caso lo referente. a escritos patrísticos acerca de la Madre de Jesús, y sus consecuentes concepciones dentro del catolicismo en los primeros tres siglos del cristianismo, y las múltiples manifestaciones mariológicas aceptadas y proclamadas a lo largo de la historia.

### Postura de la Iglesia católica
De acuerdo con la doctrina de la Iglesia católica, las advocaciones que se dirigen a María son única y exclusivamente modos de llamarla desde el punto de vista bíblico relacionados con ella, acciones, lugares o mensajes que la identifican, nada más. Aclarando con ello que solo hay una Virgen María, siendo además estos representados a través de la pintura, arte y escultura religiosa.
Las mismas han adquirido variadas interpretaciones acerca de su verdadero valor doctrinal dentro del cristianismo, Por lo que la mayoría de confesiones religiosas ajenas al catolicismo y por parte de algunos estudiosos bíblicos escépticos, han considerado a estas "formas de idolatría" o "actos de devoción anti-bíblicos para imponer la religión católica", relacionando bajo el campo sociocultural similitudes con creencias que ha existido dentro de los pueblos "paganos" ahora cristianizados, obviándose la parte teológica cristiana que existe para comprender a las mismas.
También ocurre por otras causas entre ellas: El poco estudio de la verdadera concepción de la doctrina católica hace que el mismo se desfigure en muchas ocasiones por consecuencia de la “mala formación doctrinaria” o “poca profundización en la misma” por parte de algunos confesos al catolicismo, re-definiendo sin mala intención el verdadero significado que dichas advocaciones poseen, en forma variada y en muchas ocasiones incluso contradictoria a la explicación de la Iglesia católica, ocasionándose por ello disputas internas, que ha provocado cismas variados por considerarlas supersticiones.

## Celebración
La Iglesia católica conmemora las distintas advocaciones de la Virgen convertidas en una tradición y que se han incluido  a lo largo del año litúrgico,  algunas incluidas en el Calendario romano general y la mayoría en los calendarios propios de las iglesias locales o las órdenes religiosas.
Muchas advocaciones locales se celebran coincidiendo con la Inmaculada Concepción, la Natividad, la Asunción o durante el
mes de mayo, que la Iglesia dedica tradicionalmente a la Virgen.

## Galería de las principales advocaciones marianas por país

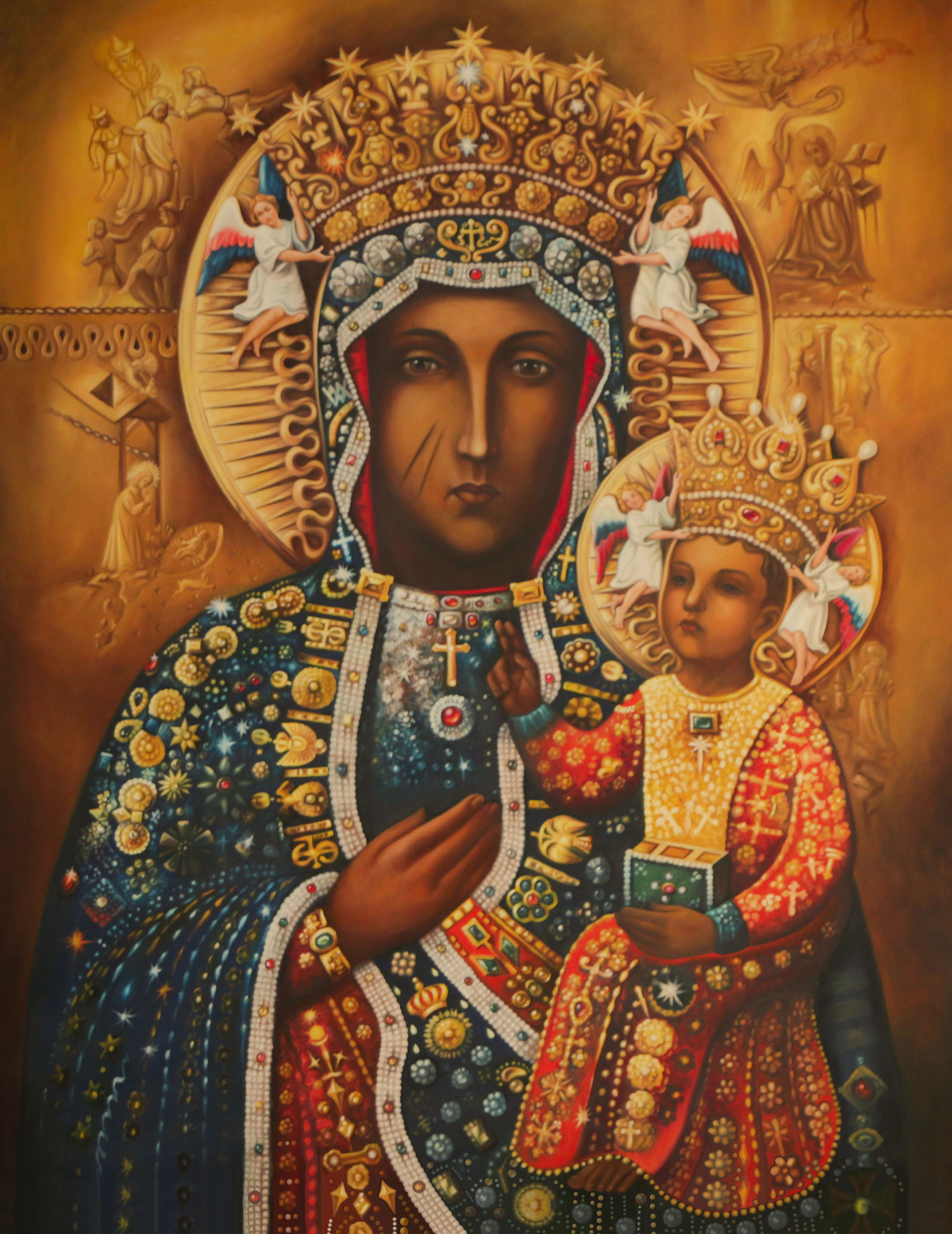
Nuestra Señora de Czestochowa Polonia
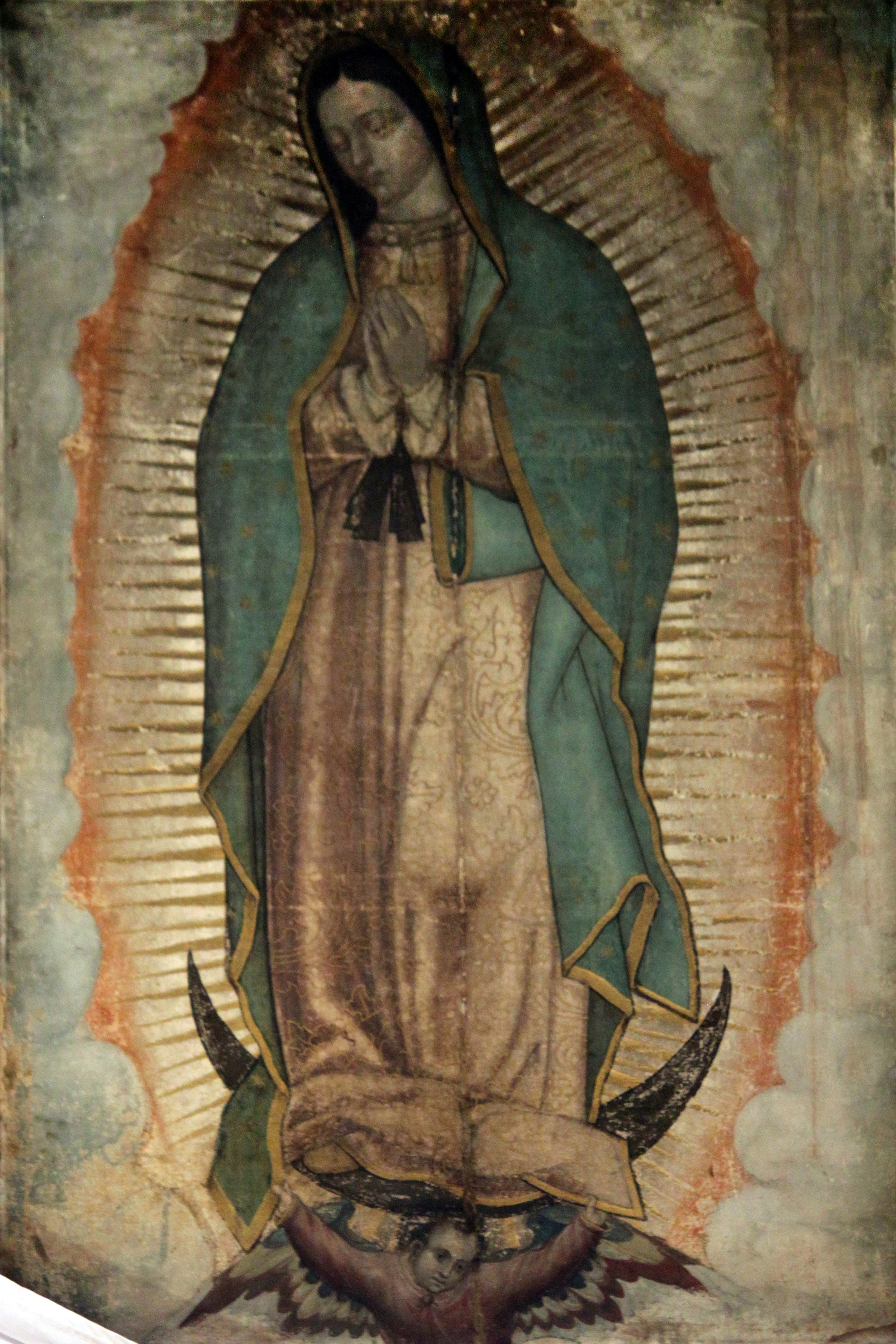
Nuestra Señora de Guadalupe, México, Filipinas y Colombia.
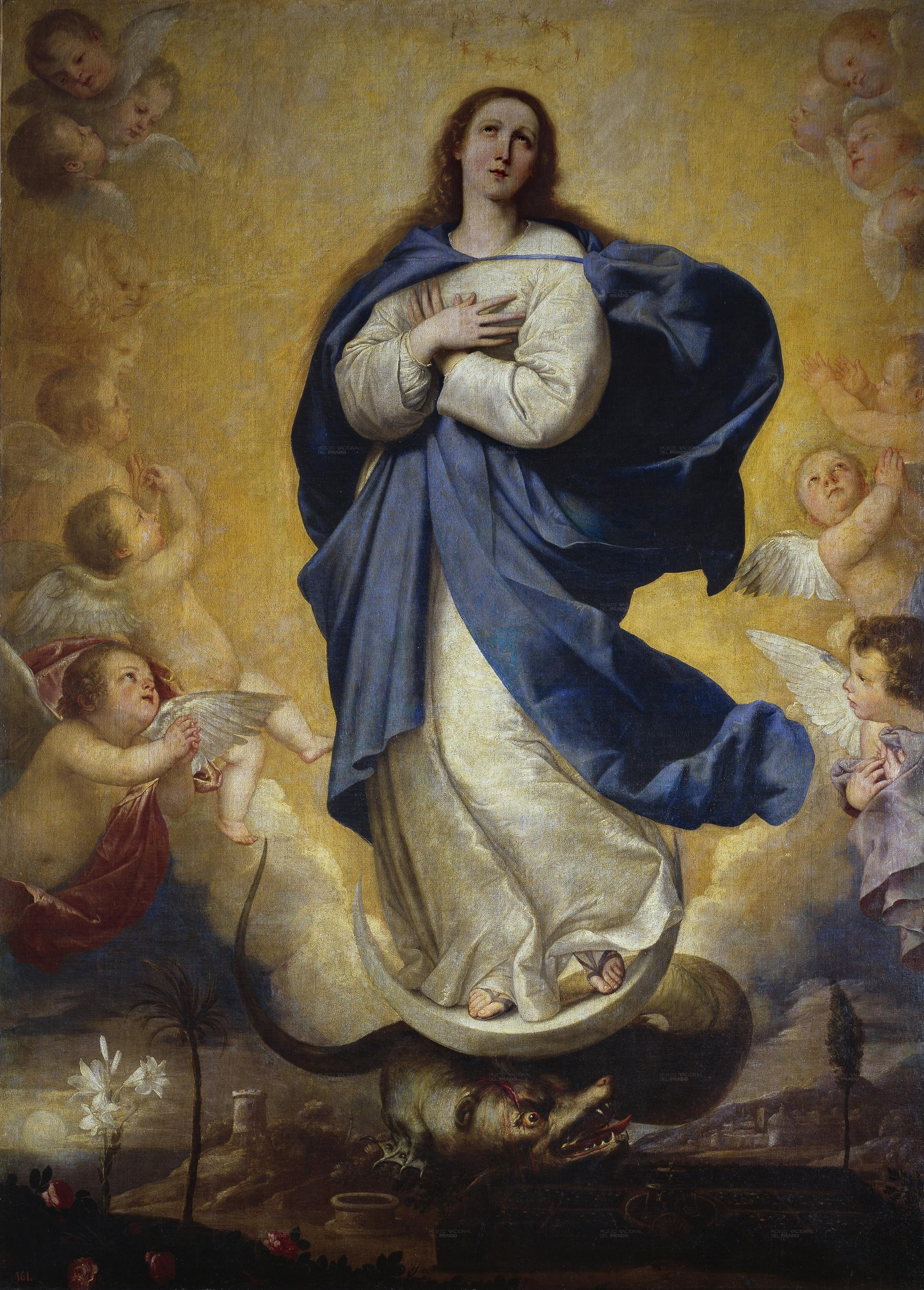
Inmaculada Concepción España, Estados Unidos
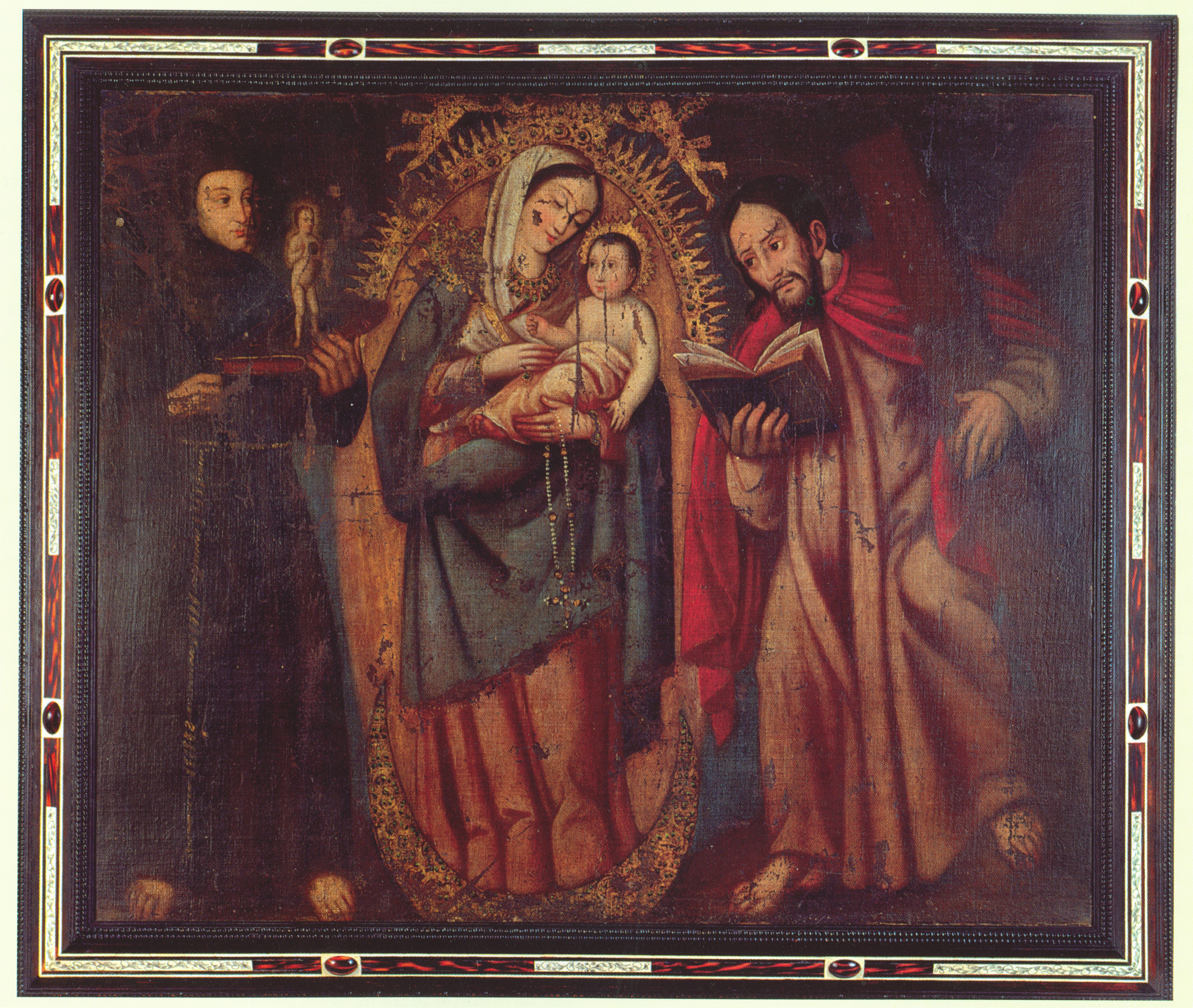
Virgen de Chiquinquirá, pintura de Baltasar Vargas de Figueroa. Colombia
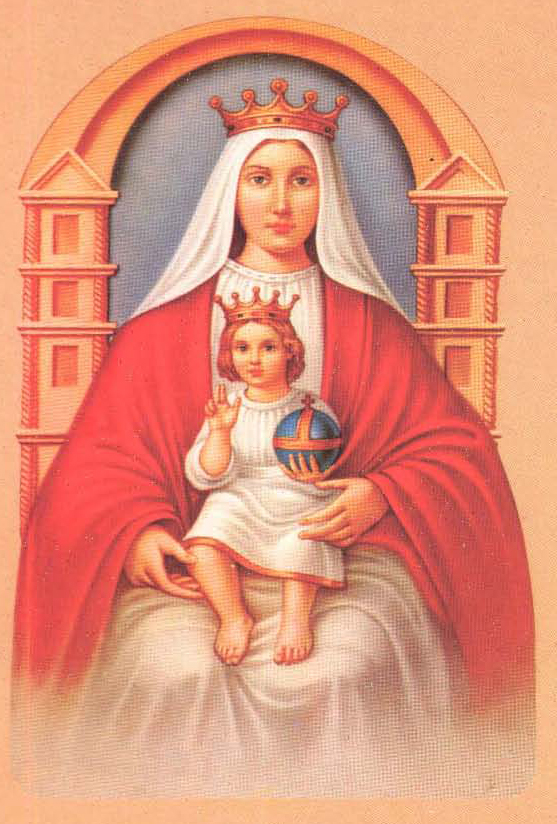
Virgen de Coromoto Venezuela
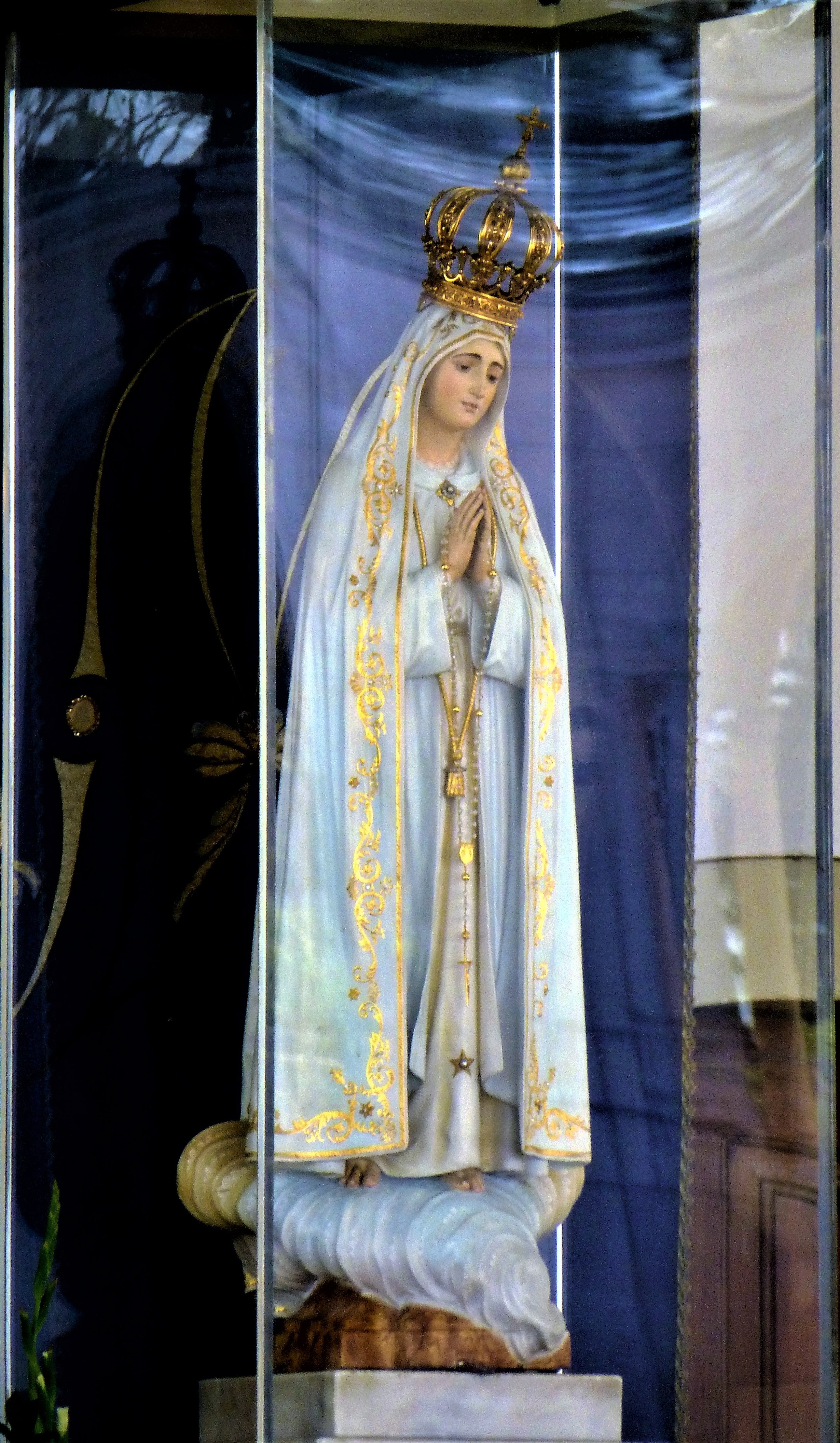
Virgen de Fátima Cova da Iria, Portugal
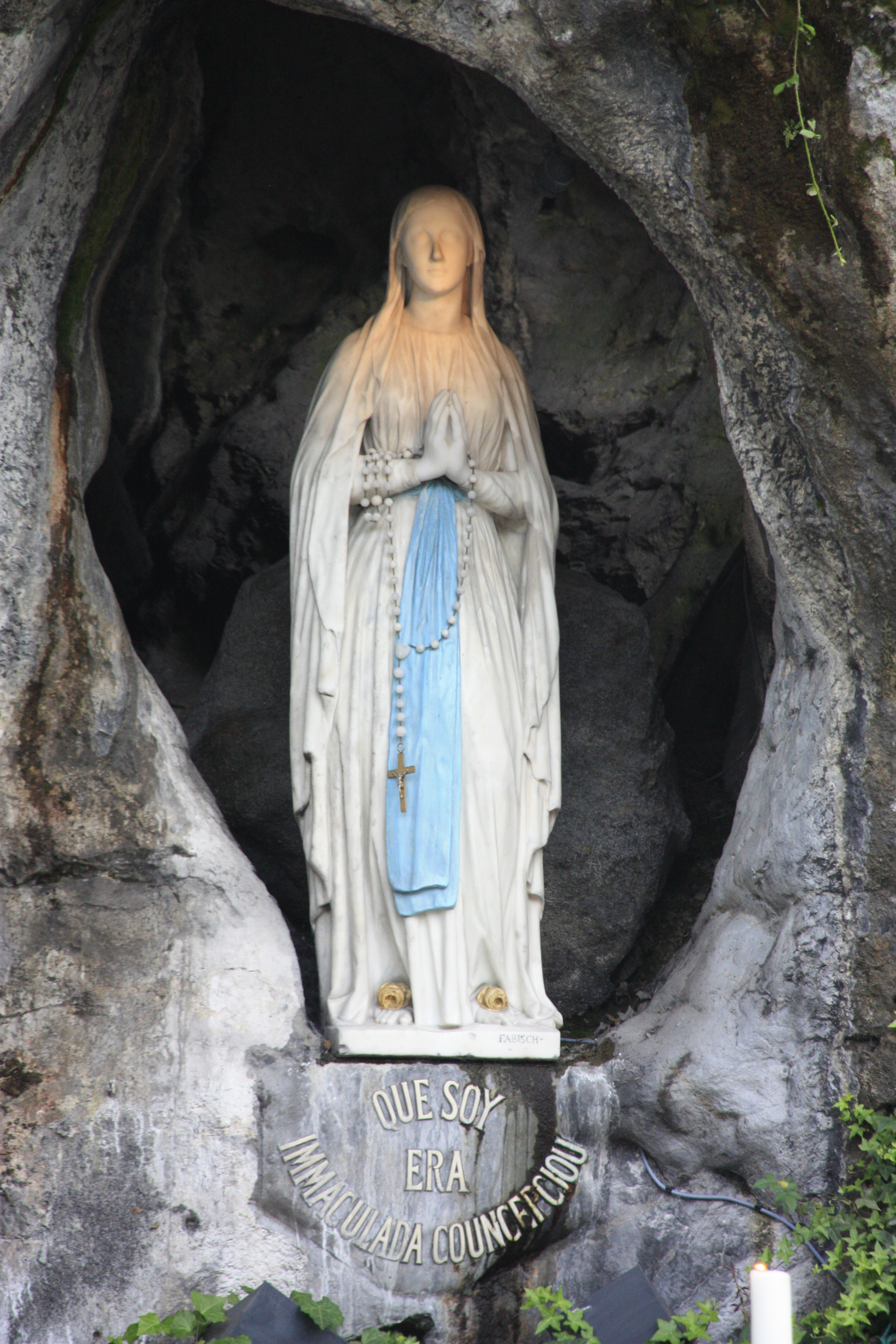
Virgen de Lourdes Lourdes, Francia
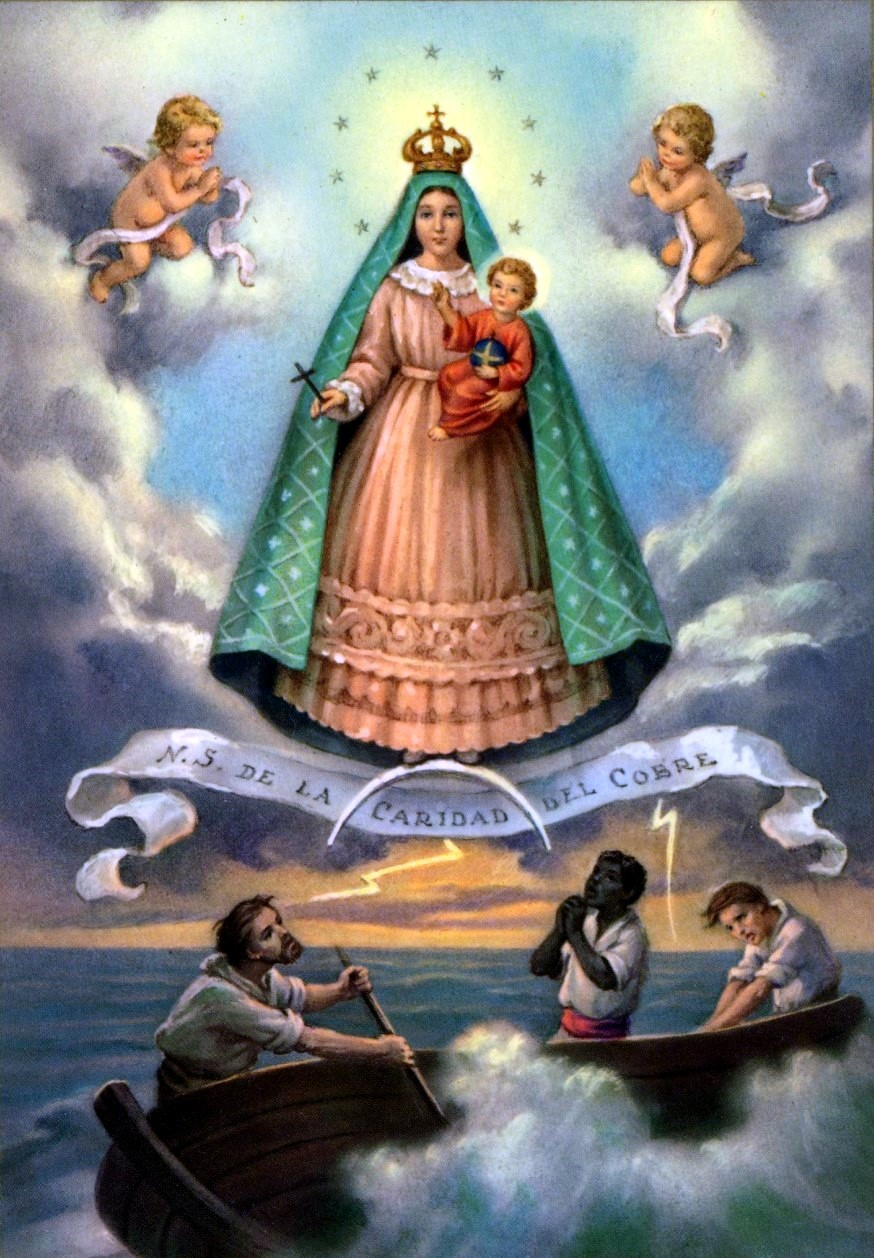
Virgen de la Caridad del Cobre Cuba
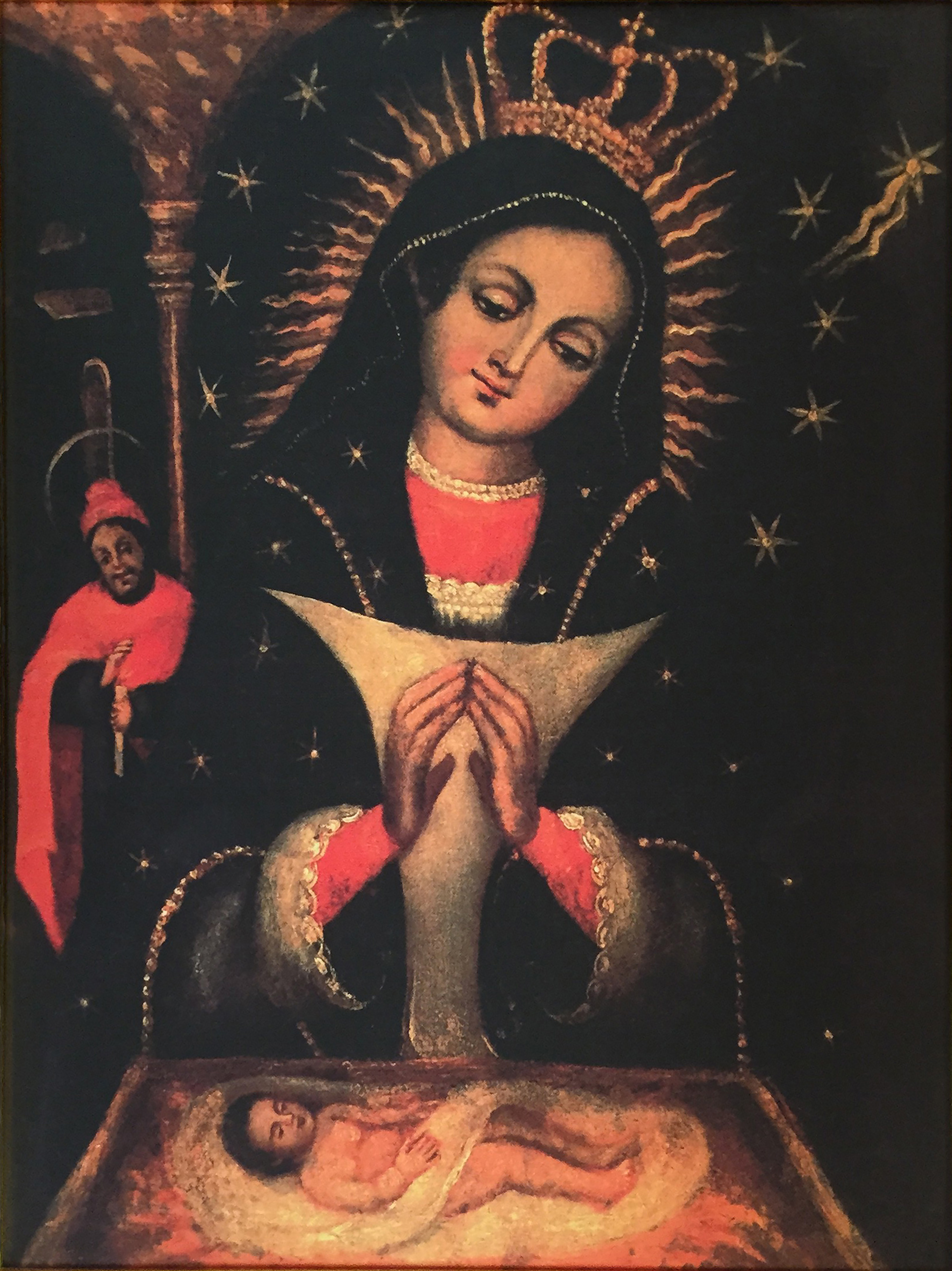
Nuestra Señora de la Altagracia República Dominicana
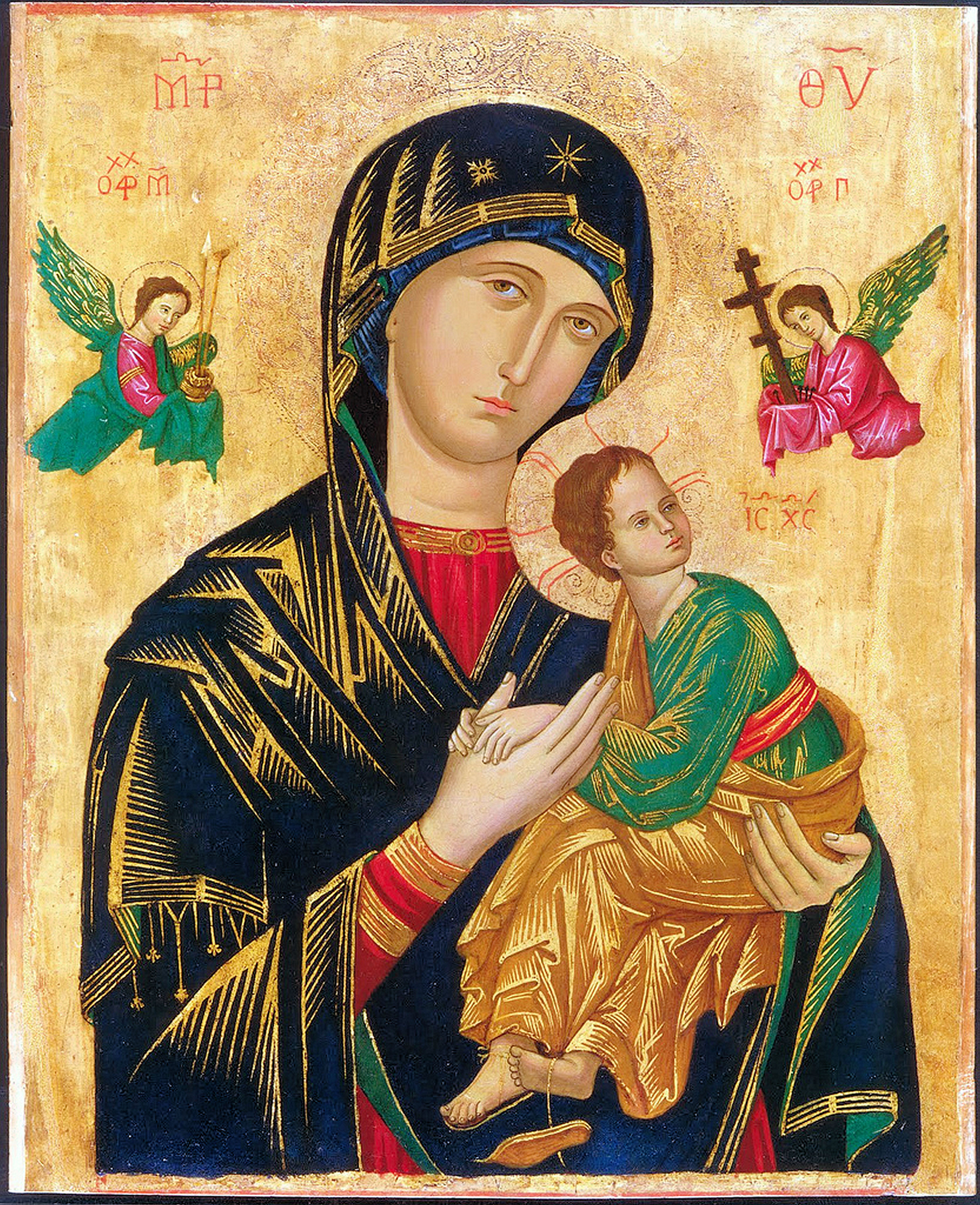
Nuestra Señora del Perpetuo Socorro Roma, Italia y Haití
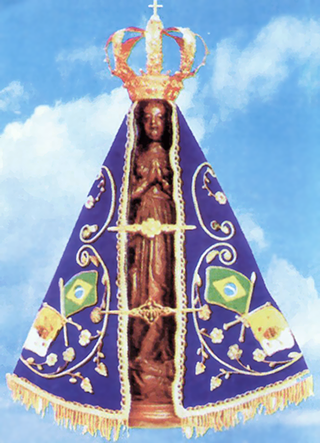
Nuestra Señora de la Concepción Aparecida Brasil
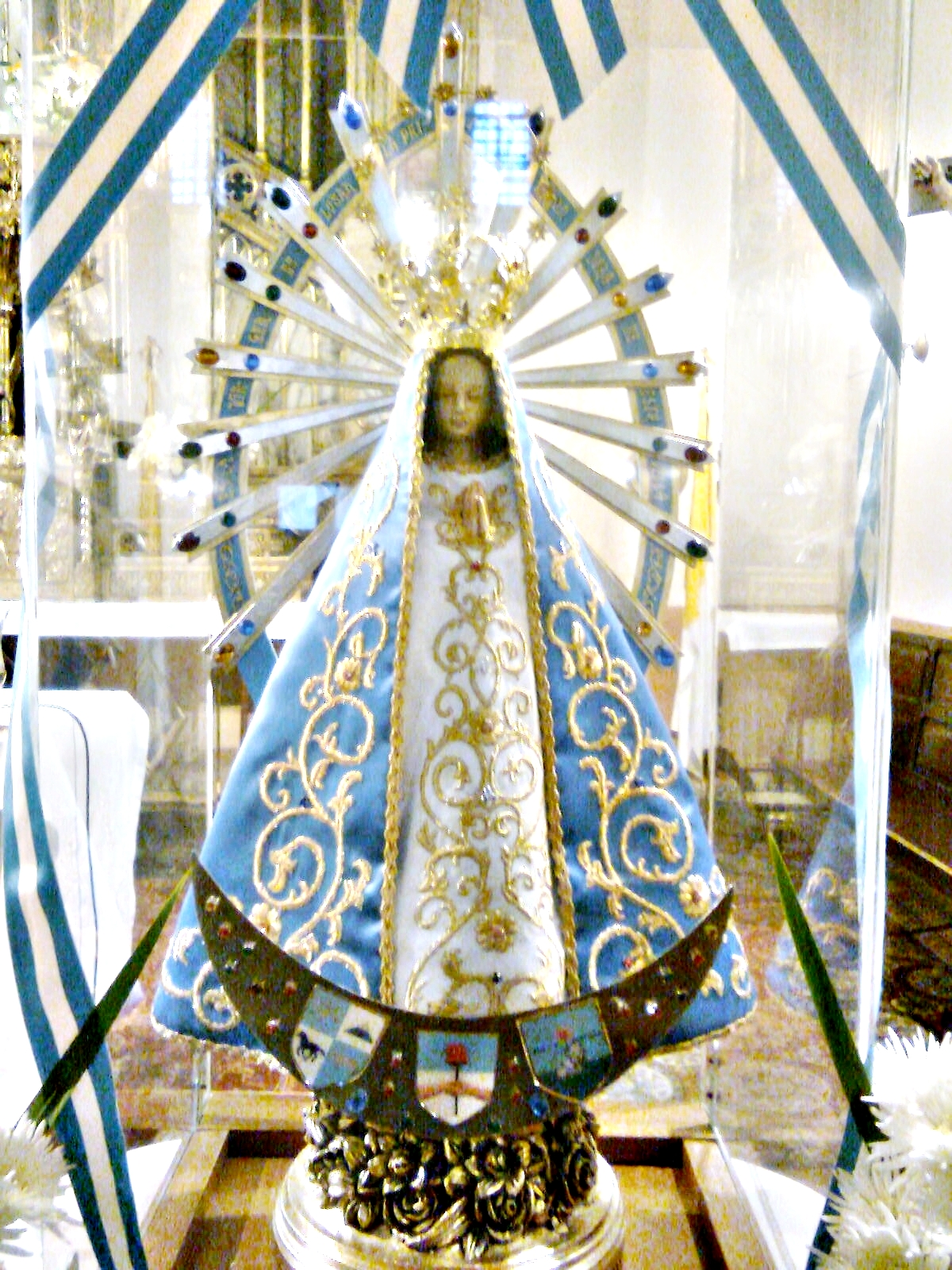
Virgen de Luján Argentina
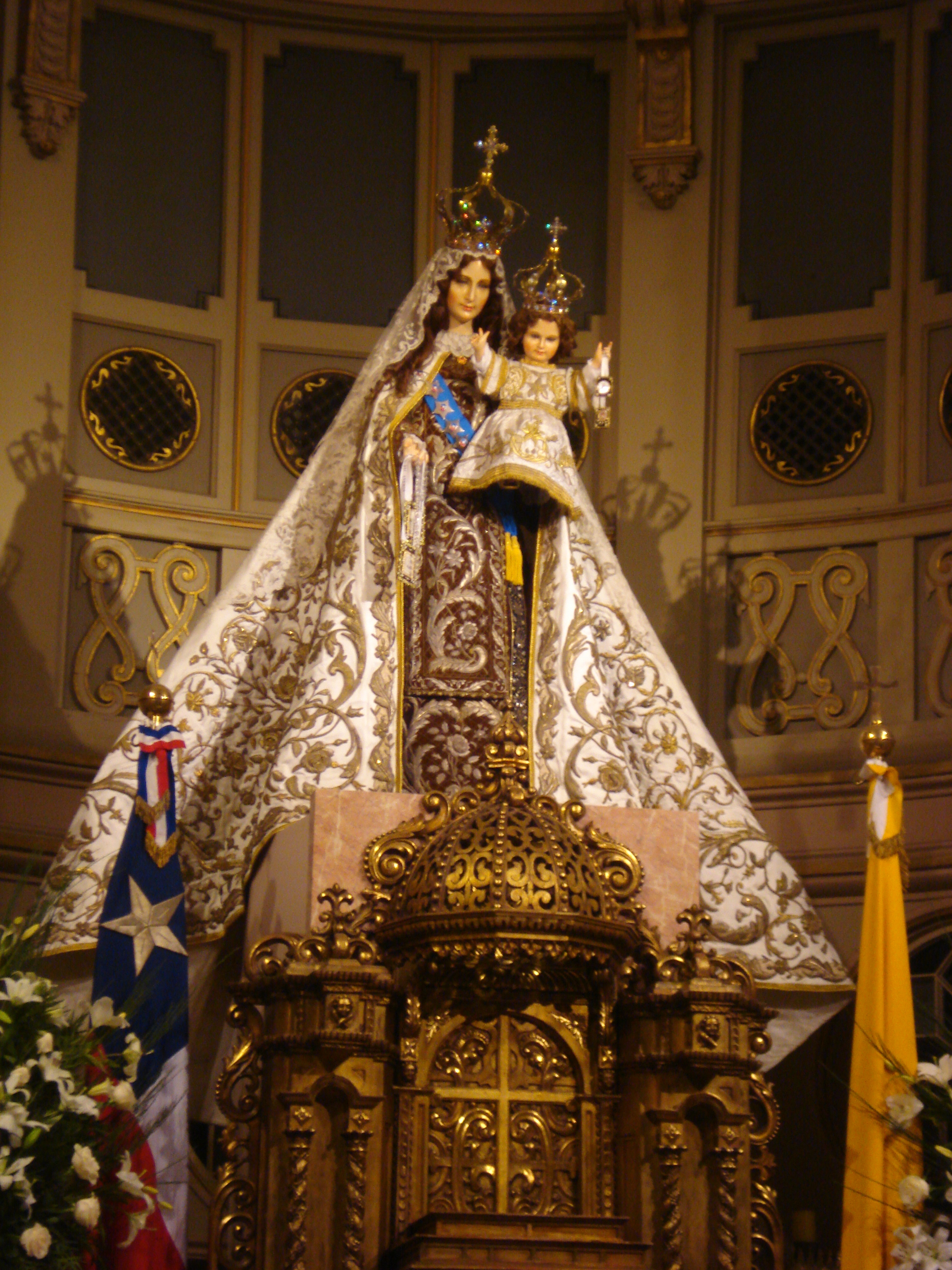
Virgen del Carmen Chile y Colombia
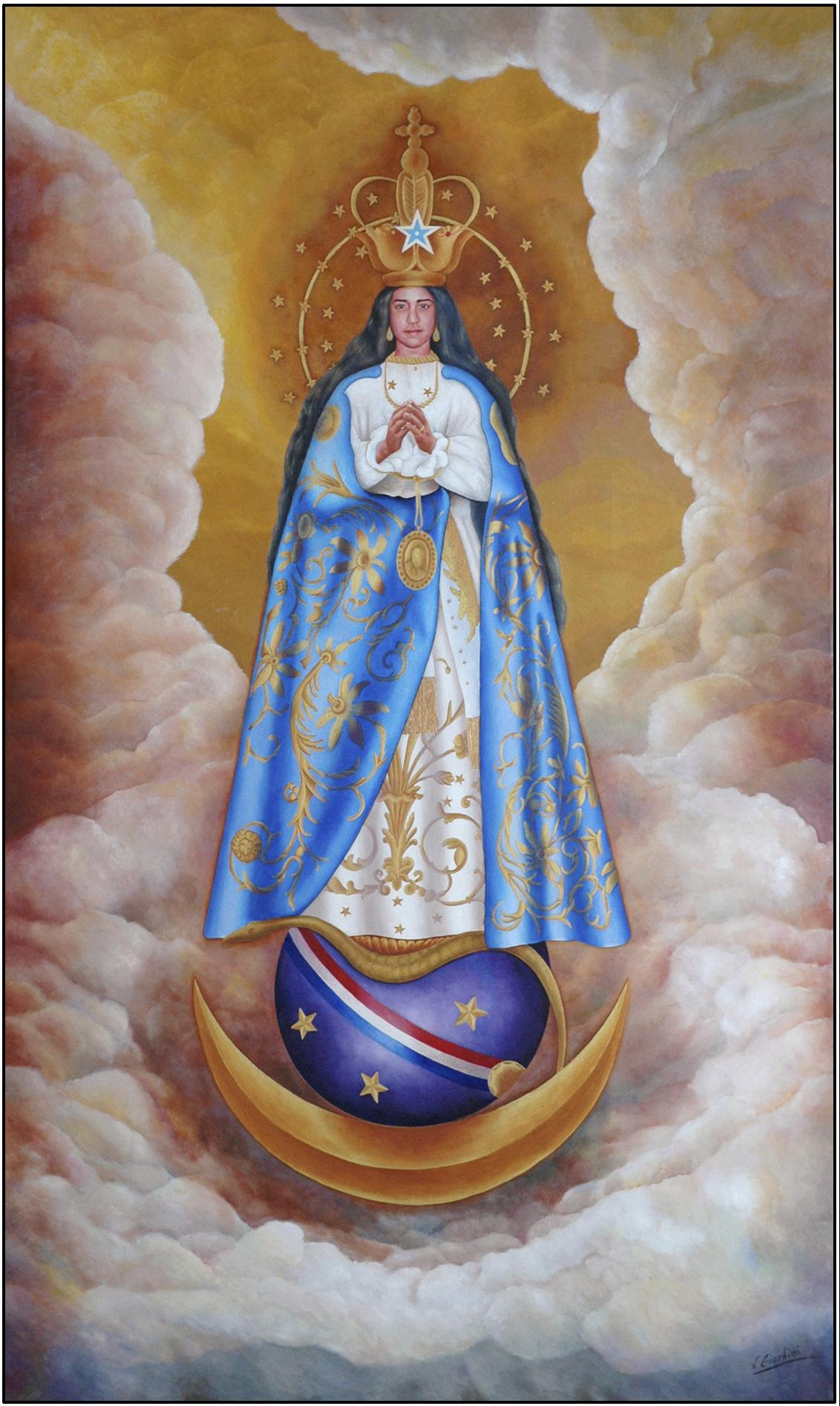
Virgen de los Milagros de Caacupé Paraguay
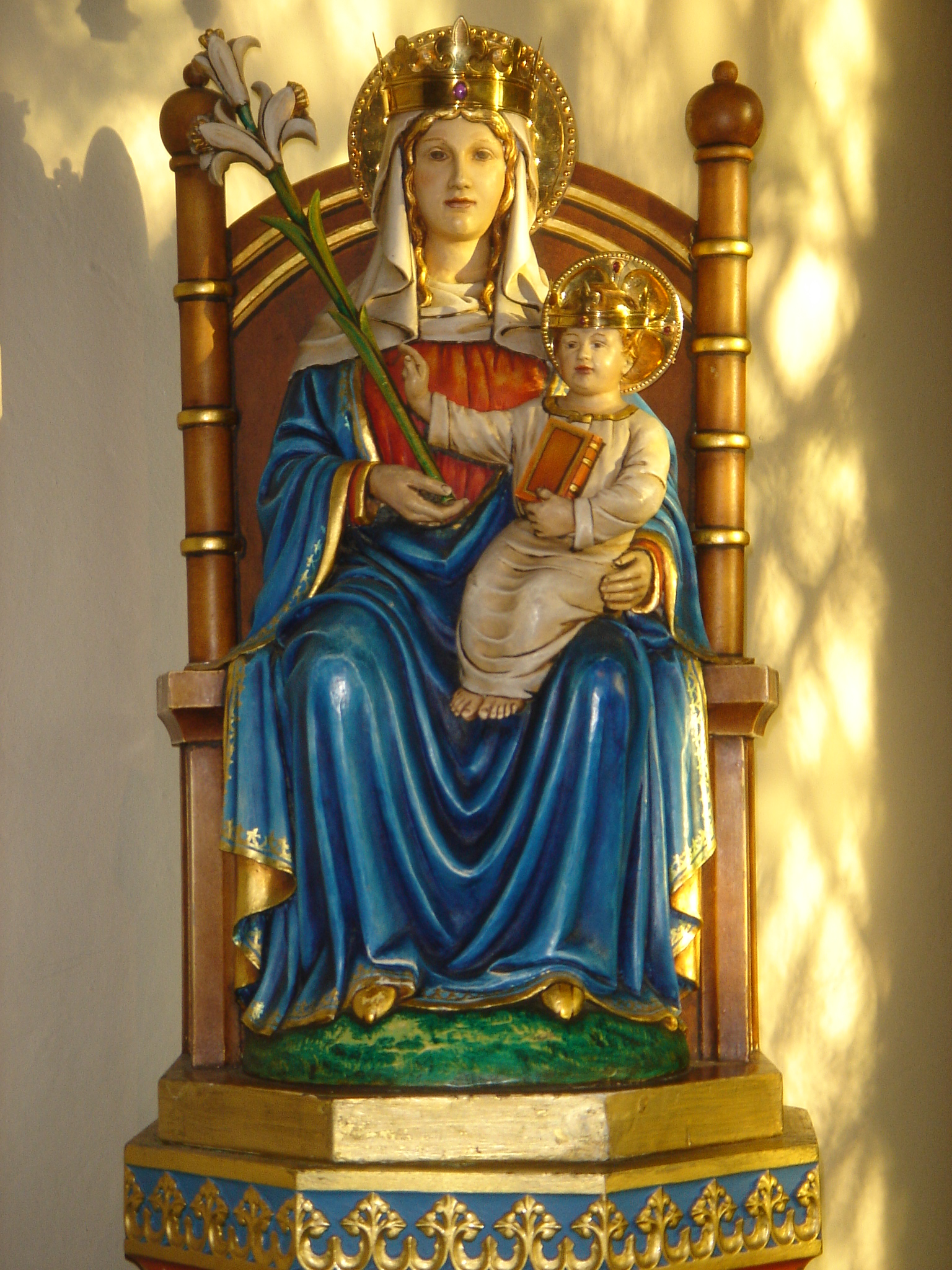
Nuestra Señora de Walsingham Norfolk, Inglaterra
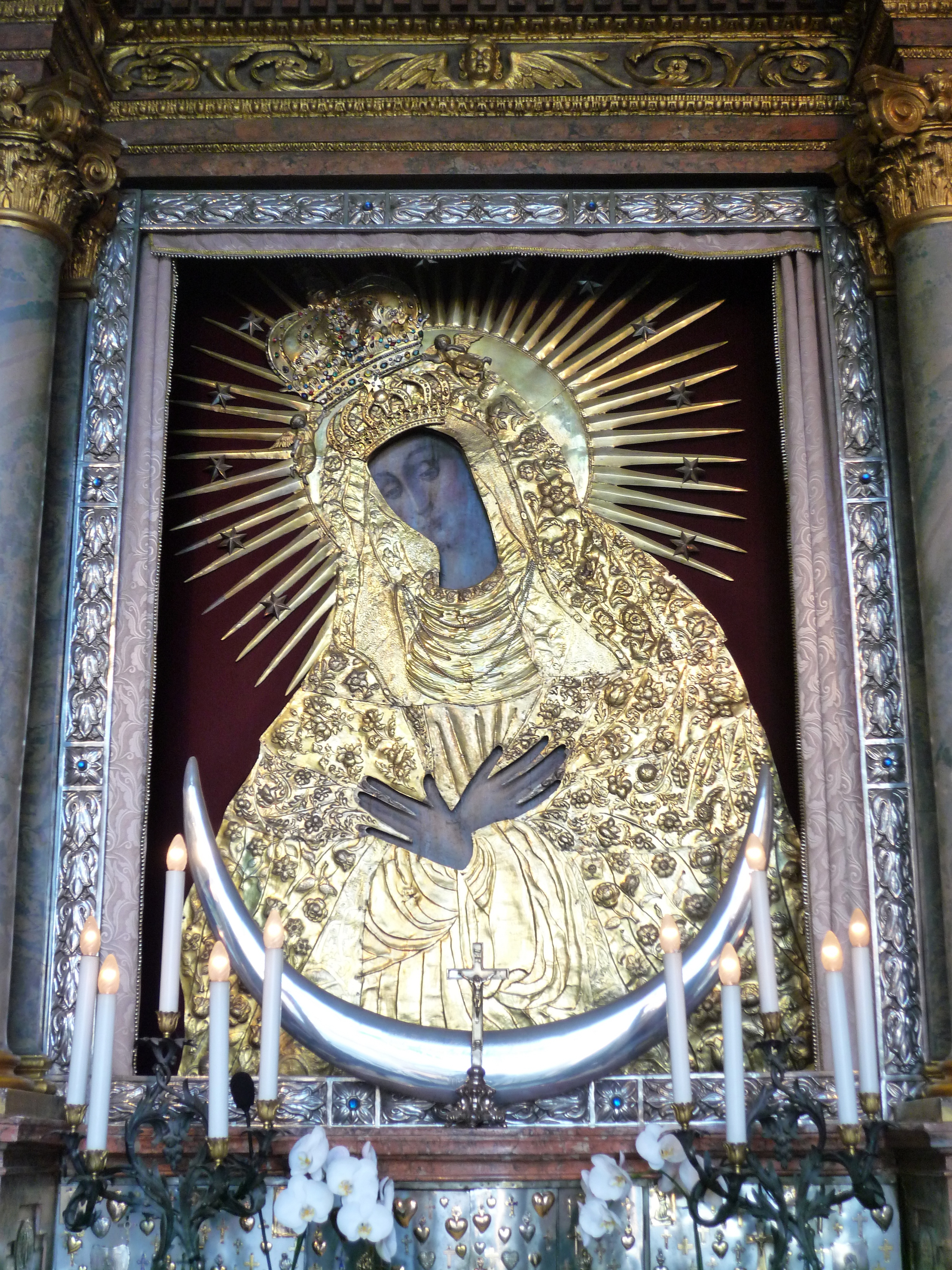
Nuestra Señora de la Puerta del Alba Vilna, Lituania
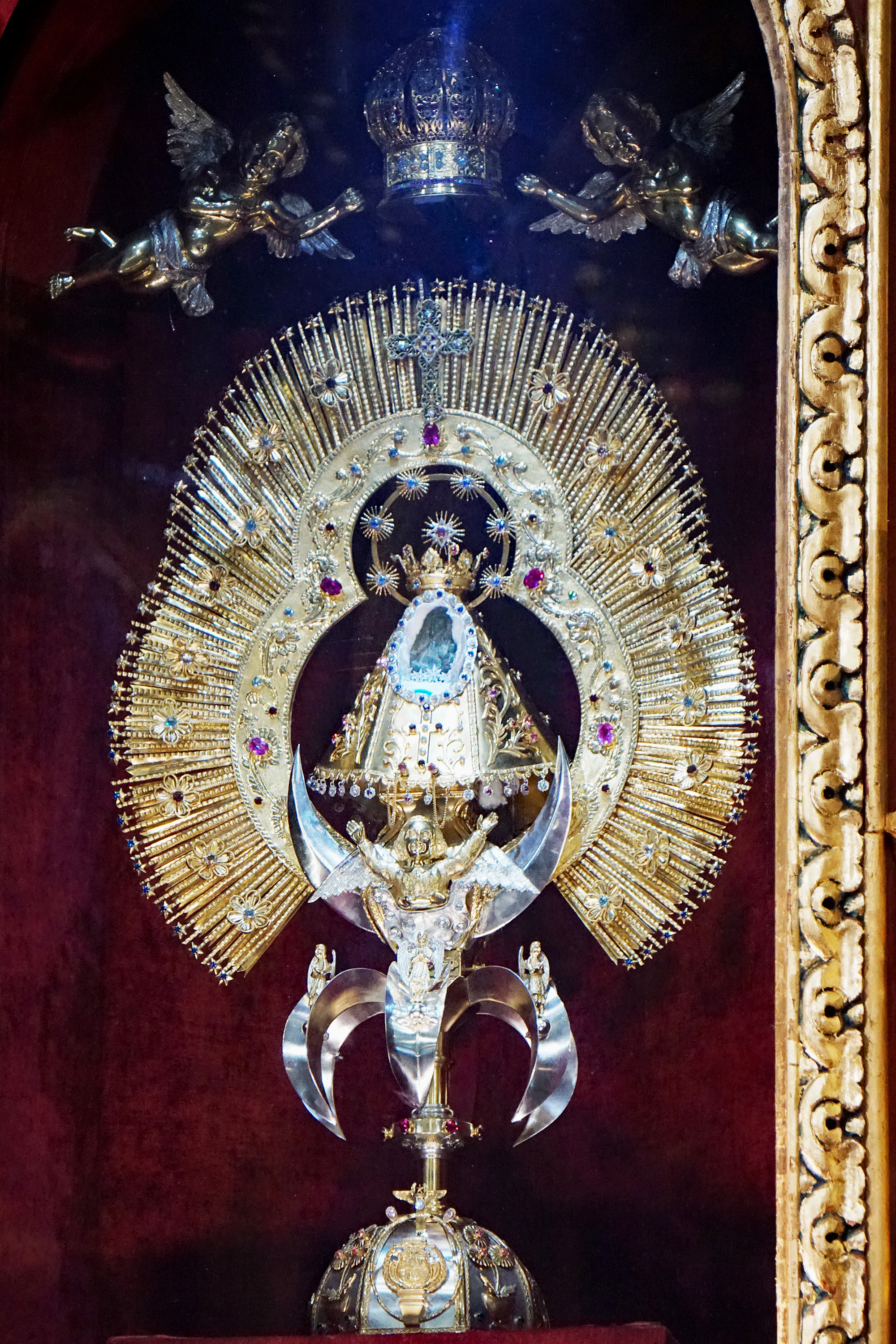
Virgen de los Ángeles Costa Rica
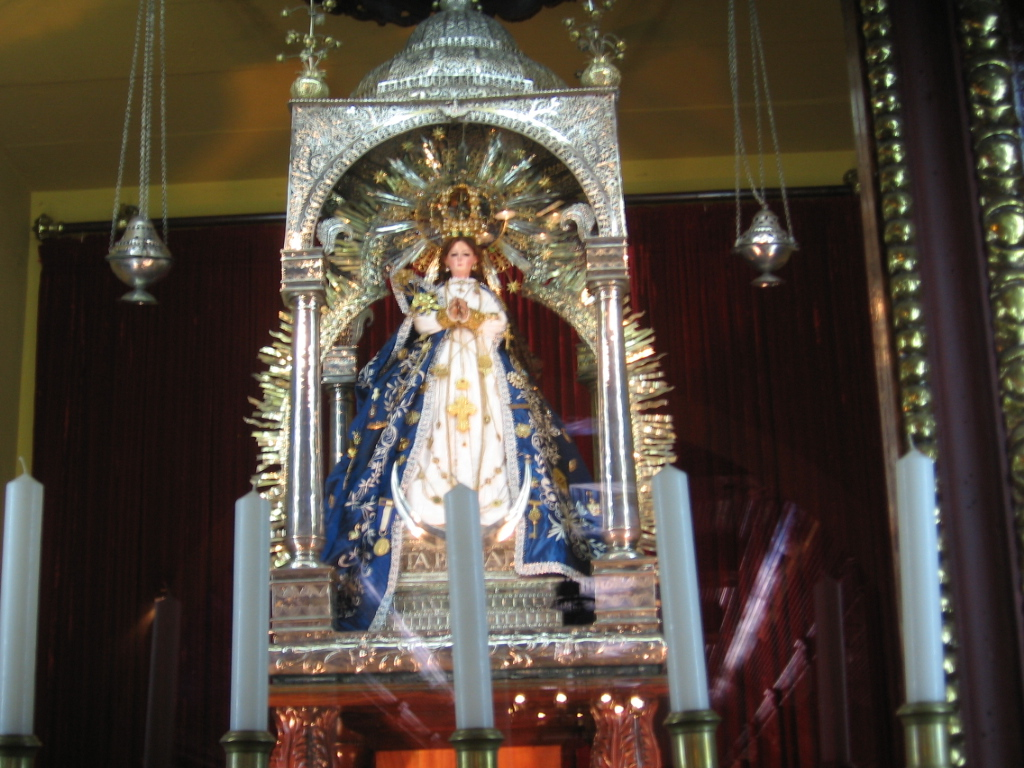
Virgen Inmaculada del Trono Nicaragua
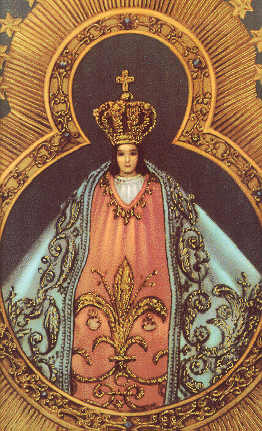
Nuestra Señora de Suyapa Honduras
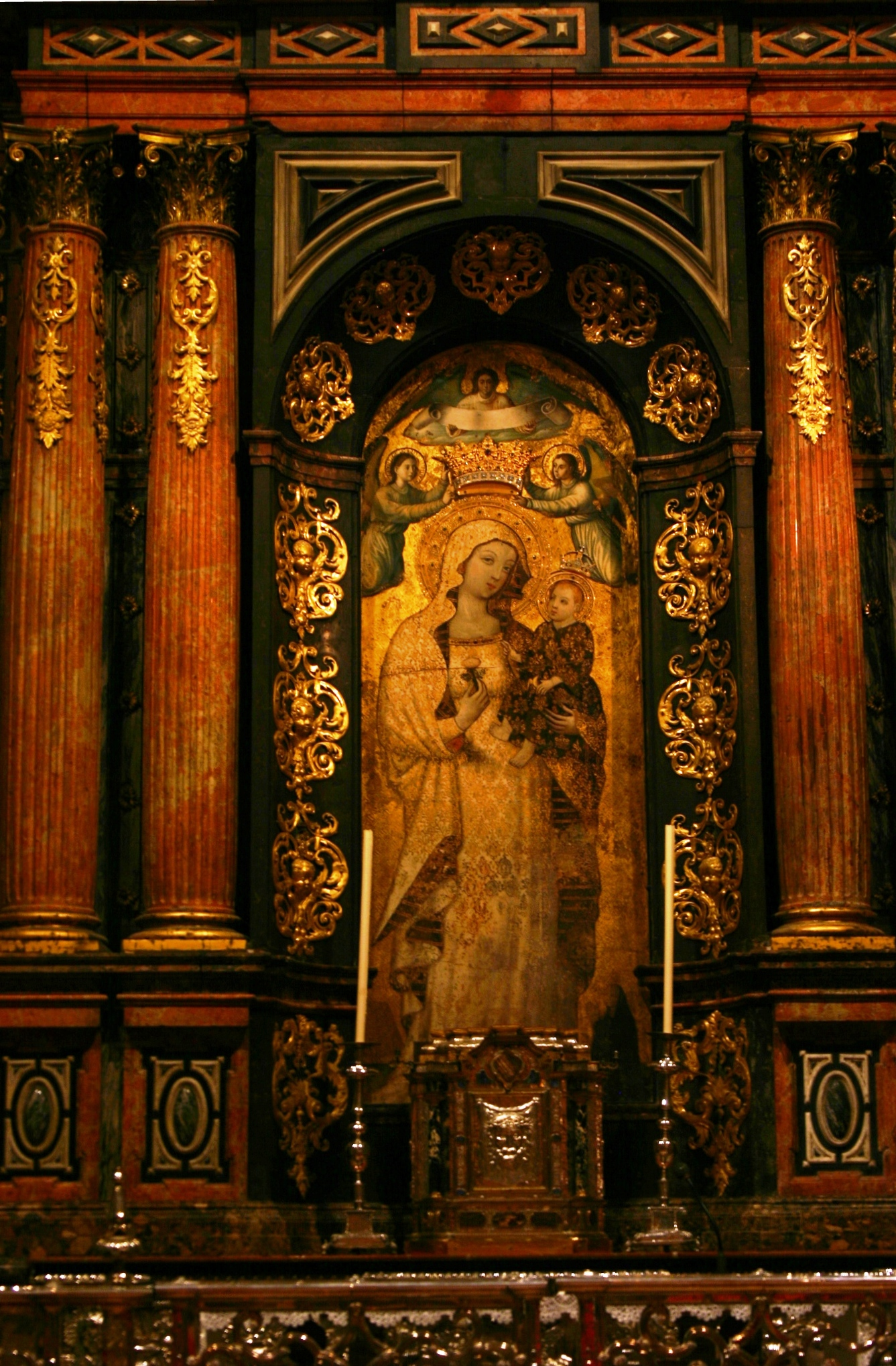
Virgen de la Antigua Panamá
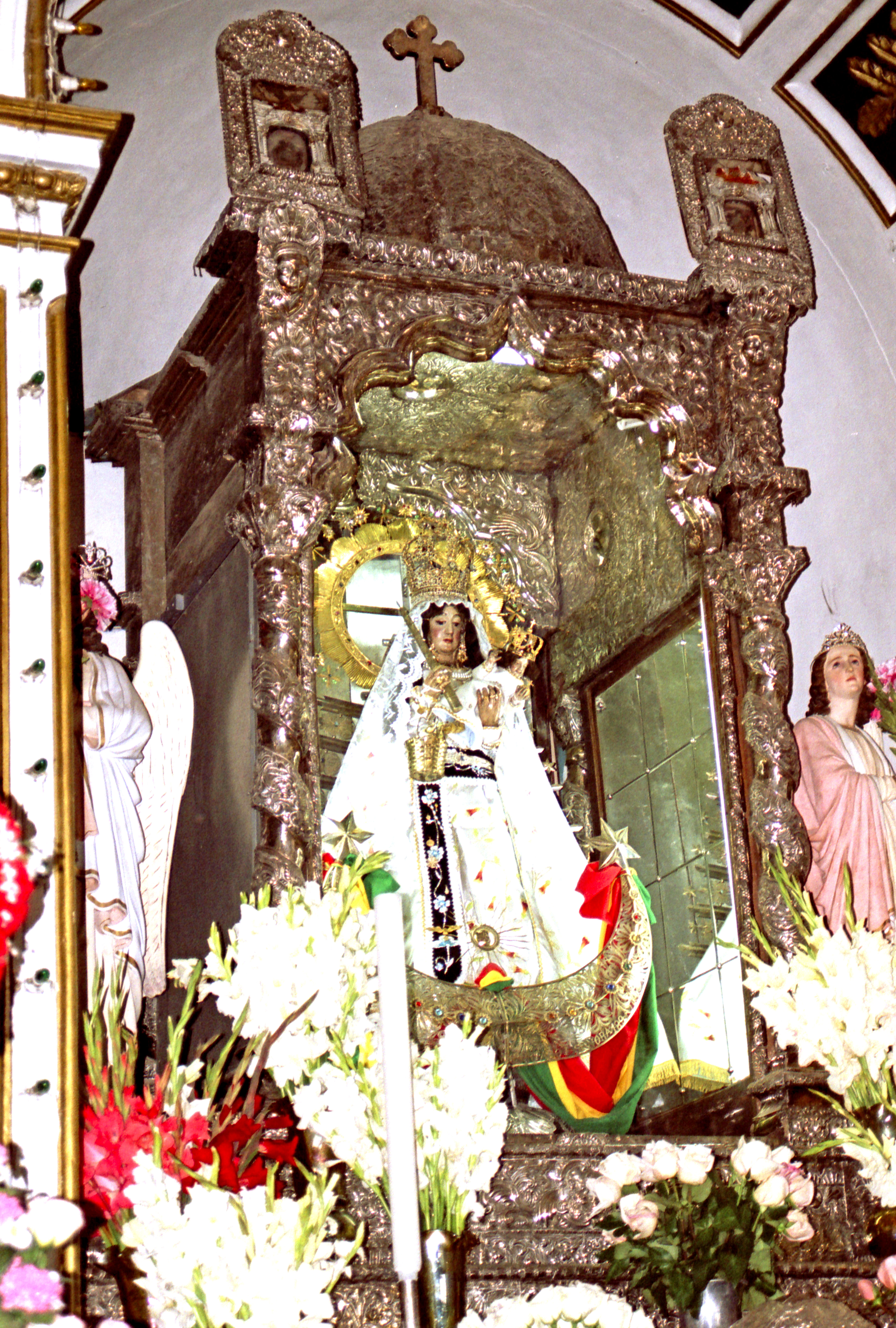
Virgen de Copacabana Bolivia
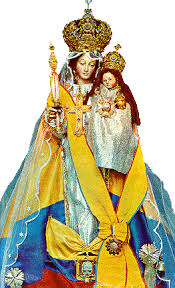
Virgen de El Quinche Ecuador
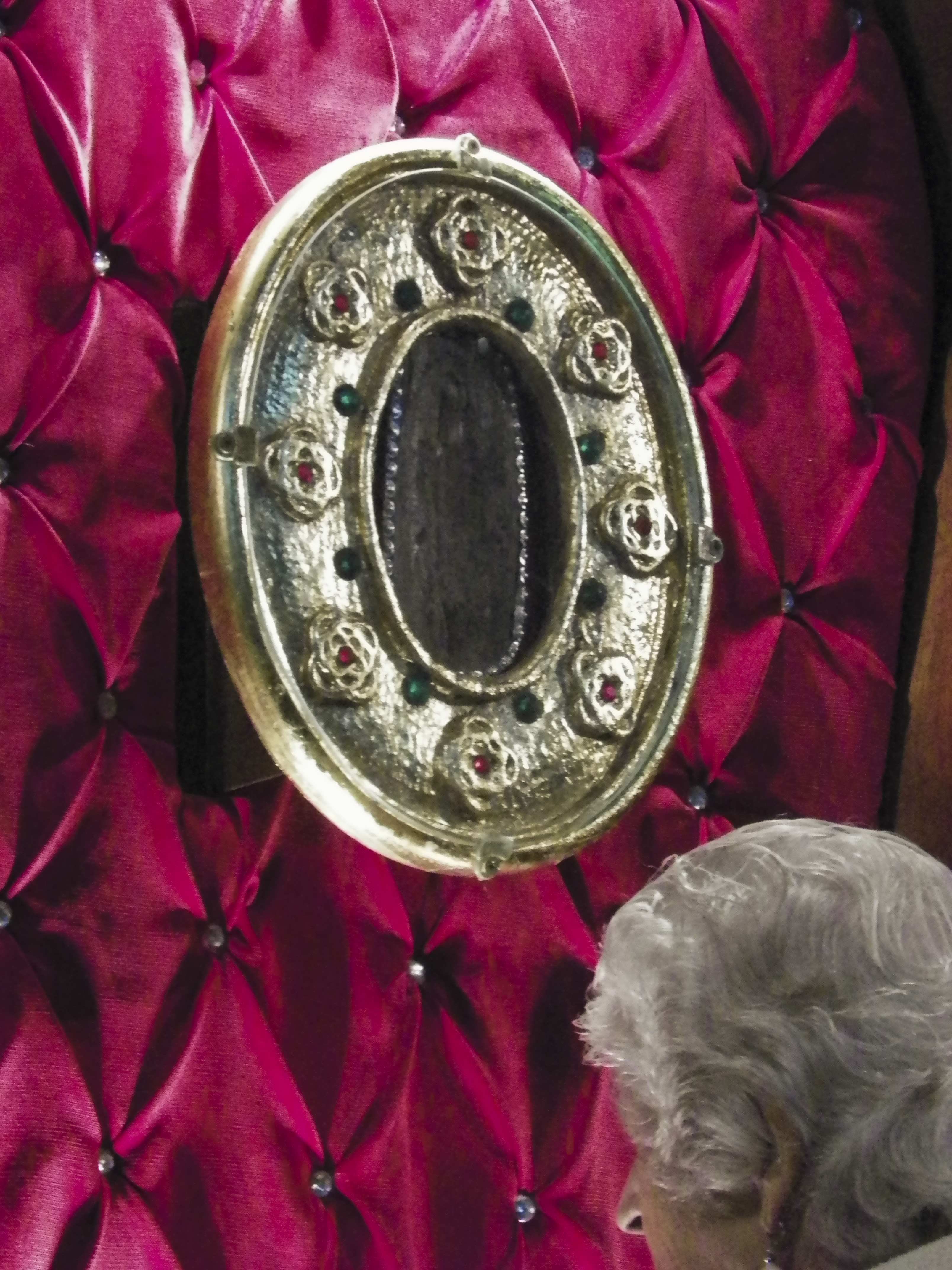
Virgen de Torcoroma Colombia